# 中正橋
中正橋元の名前川端橋、台北市中正区重慶南路3段と新北市永和区永和路2段を結ぶ橋で、永和区頂渓洲と中正区の間の新店川上に架かっている。

## 沿革

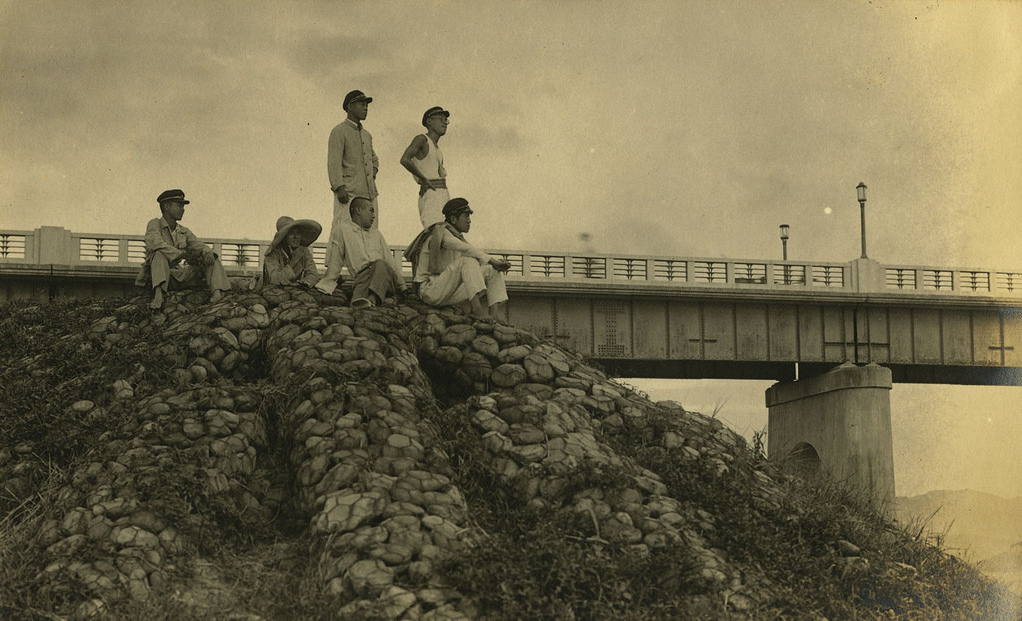
日本統治時代の川端橋

1932年（昭和7年）、台北州海山郡中和庄民によって新店川架橋期成同盟会が結成され、橋の問題を解決するために台北州に懇願していた。翌1933年（昭和8年）に着工は決定された。1935年（昭和10年）6月1日に着工され、1937年（昭和12年）3月25日に台北市川端町と海山郡中和庄を結ぶ川端橋が竣工した。戦後は中正橋と改名された。その後、何度も架け替えられた。